# À feu et à sang
Cet article concerne le roman de Erin Hunter. Pour le western de Budd Boetticher, voir À feu et à sang.
À feu et à sang (titre original : Fire and Ice) est le deuxième volume de la série La Guerre des clans d'Erin Hunter. L'intrigue est centrée autour d'un jeune chat domestique qui quitte ses « Bipèdes » (humains) pour rejoindre un clan de chats sauvages.

## Résumé
Alors que Cœur de Feu et son ami Plume Grise viennent d'être nommés guerriers, Étoile Bleue leur confie une mission : retrouver le Clan du Vent, chassé de son territoire par le Clan de l'Ombre. Malgré la difficulté de cette tâche, Cœur de Feu et son ami réussissent à les retrouver et à les ramener sur leurs terres.
En rentrant, ils reçoivent chacun un apprenti : Nuage Cendré pour Cœur de Feu et Nuage de Fougère pour Plume Grise. Alors qu'ils étaient tous les quatre près de la rivière, Plume Grise tombe à l'eau. Heureusement, une femelle du nom de Rivière d'Argent du Clan de la Rivière le sauve. Les événements s'enchainent alors : Cœur de Feu rencontre sa sœur Princesse et Plume Grise tombe amoureux de Rivière d'Argent. Cœur de Feu voit de plus en plus souvent sa sœur qui offre au clan son premier né, Petit Nuage. Il découvre aussi le terrible secret de Plume Grise. Mais rien ne va plus entre Cœur de Feu et son ami, car il s'inquiète pour lui et craint qu'on découvre la liaison de Plume Grise. 
Soudain, ce que le Clan du Tonnerre craignait se réalise: le Clan de la Rivière et celui de l'Ombre s'allient pour attaquer le Clan du Vent. Le Clan du Tonnerre vient à la rescousse. Pendant la bataille, Cœur de Feu laisse partir Rivière d'Argent sans la blesser. Le Clan du Tonnerre réussit à chasser les envahisseurs et Plume Grise et Cœur de Feu se réconcilient, Plume Grise étant reconnaissant à Cœur de Feu d'avoir épargné Rivière d'Argent.